# С-Л-М
С-Л-М (ивр. שלם‎ — Шин-Ламед-Мем, араб. سلم‎ — Син-Лям-Мим) — трёхсогласный корень семитских языков, встречающийся во многих словах, из которых много используется в качестве имён. Самостоятельное значение корня — «целый», «безопасный», «неповреждённый».
В арабском языке
- Таслим (получать СЛМ) — получающий привет или становящийся представленным;
- Мутаслим (желающий получить СЛМ) — отказавшийся от борьбы; представленный кому-либо;
- Салим (субъект СЛМ) — предмет в состоянии СЛМ («ваза СЛМ» — это «ваза целая»);
- Мусалам — бесспорный.

В иврите
- Шалем — полный, завершённый;
- Лехашлим — завершить;
- Мушлам — совершенный;
- Лешаллем — оплатить;
- Ташлум — плата.

Угаритский язык
Многократно встречается в угаритских текстах в значении «мир», «благополучие», а также «быть целым» и «приносить жертвы».

## Салам в значении «мир»
Арабское Салам (سلام), ивритское Шалом (שלום), сирийское Шлама (ܫܠܡܐ) являются родственными семитскими словами, обозначающими «мир», «спокойствие», произошедшими от Прасемитского корня салам. Слово «Салам» часто используется в арабской и Исламской письменной и разговорной речи. К примеру, Ас-Салам — одно из 99 имён Аллаха в Коране. Также «Салам» используется как мужское имя вместе с союзом «Абд» (Раб). Абд Ас-Салам переводится как Раб Дарующего Мир (Раб Аллаха).
В иврите эквивалентом слова «Салам» выступает «Шалом». Оно также выступает в качестве корня в мужских именах Соломон, Селим и др.
В арабском, арамейском языках и иврите есть сходные выражения, несущие смысл «Мир вам»:
- В арабском — Ассаламу 'алейкум (السلام عليكم — мир Вам), используется в качестве приветствия, эквивалент слова «привет», «здравствуйте». В ответ на это приветствие необходимо отвечать Уа 'алейкум ассалам (дословно — «И Вам мир»);
- В новоарамейском — Слама 'лоукх (ܫܠܡܐ ܥܠܘܟ), в классическом варианте — Слама 'лайк (ܫܠܡܐ ܥܠܝܟ);
- В иврите — Шалом алейхем.
- В аккадском языке: šulmu, сопр. сост. šulum — мир, блaroполучиe, здравие; привет; осуществление, свершение, завершение. От аккадцев это слово заимствовано шумерами в форме «silim[4]». И даже нередко встречается в качестве приветствия в шумерских текстах: silim-ma ḫe2-me-en[5], что дословно значит «здравствуйте, здравы будьте». В частности, в шумерском тексте «Путешествие Нанна-Суэн на Нибру». В этом выражении семитское заимствование снабжено шумерским окончанием, после которого следует шумерский глагол. Подобно как в казахском языке существует приветствие «сәлеметсіз бе?». Выражение «силимма хэмэн» было даже записано в послании на золотой пластинке «Вояджера» среди других приветствий на разных языках.

## С-Л-М → Ислам — «благочестие», «вера»
Слово «Ислам» является отглагольным существительным, образованным из С-Л-М, и означает «подчинение» (то есть полное вручение себя Аллаху).
Коран даёт множество определений слову «Ислам». В одних аятах (стихах) — это внутреннее убеждение; в других — синоним слова дин («религия»).

## Имена
- Салман
- Селим
- Шломо, Соломон
- Сулейман
- Саломея
- Шломи[англ.]